# Tanja Grandits
Tanja Grandits (* 25. August 1970 in Ebingen) ist eine deutsche, seit 2001 in der Schweiz tätige Köchin.

## Werdegang
Nach Abitur und Kochlehre in der Traube Tonbach bei Harald Wohlfahrt in Baiersbronn ging sie nach London zum Restaurant Claridge’s. Danach wechselte sie nach Südfrankreich ins Château de Montcaud in Bagnols-sur-Cèze.
2001 eröffnete Grandits mit ihrem späteren Ehemann René Graf ihr eigenes Restaurant Thurtal in Eschikofen in der Schweiz. 2006 wurde sie von Gault Millau als „Köchin des Jahres“ und mit 16 Punkten ausgezeichnet.
Seit 2008 ist Grandits in Basel Chefin des Restaurant Stucki, benannt nach dem früher hier tätigen Hans Stucki. Dort inszeniert sie ihre Gerichte mit Farben und Gewürzen und wurde mit zwei Sternen im Guide Michelin ausgezeichnet. 2013 und 2019 erhielt sie von Gault Millau die Auszeichnung „Koch des Jahres 2014“ bzw. „Koch des Jahres 2020“.
2018 veröffentlichte Grandits ihr sechstes Buch. Sie betreibt auch einen kleinen Delikatessen-Shop mit eigenen Produkten.

## Auszeichnungen
- 2006: „Köchin des Jahres“ im Gault Millau
- 2013: 18 Punkte im Gault Millau
- 2013: Zwei Sterne im Guide Michelin
- 2014: „Koch des Jahres“ im Gault Millau
- 2019: 19 Punkte im Gault Millau
- 2020: „Koch des Jahres“ im Gault Millau
- 2023: Bundesverdienstkreuz (Verdienstkreuz am Bande) für "herausragendes Engagement als kulinarische Botschafterin zwischen Deutschland und der Schweiz"[5]

## Veröffentlichungen
- Aroma pur. Meine fröhliche Weltküche. Fotos von Michael Wissing. AT, Baden / München 2007, ISBN 978-3-03800-324-3.
- Eingemacht & ausgepackt. Geschenke aus meiner Küche. Fotos von Michael Wissing, AT, Baden / München 2008, ISBN 978-3-03800-422-6.
- Alles klar. Im Glas gekocht – im Glas serviert. Fotos von Michael Wissing. AT, Baden / München 2009, ISBN 978-3-03800-473-8.
- Gewürze. Fünfzig Gewürze und hundertfünfzig Rezepte. Mit Fotos von Michael Wissing, Texten von Myriam Zumbühl und Illustrationen von Sanna Andrée-Müller, AT Aarau / München 2013, ISBN 978-3-03800-740-1.
- Kräuter. Vierzig Kräuter und hundertvierzig Rezepte. Fotos von Michael Wissing. AT Aarau 2015, ISBN 978-3-03800-805-7.
- Tanjas Kochbuch. Vom Glück der einfachen Küche. AT Aarau 2018, ISBN 978-3-03800-067-9.
- Tanja vegetarisch. Grüne Lieblingsrezepte für jeden Tag. AT Aarau 2020, ISBN 978-3-03902-093-5.

## Fernsehauftritte
2014 war sie in einer Folge der Sat.1-Castingshow The Taste Gastjurorin. Im Frühjahr 2019 war sie als Duellantin Tim Mälzers in der vierten Staffel der VOX-Kochshow Kitchen Impossible zu sehen.